# 賞都郡
賞都郡（しょうと-ぐん）は、中国の新（8年 - 23年）の時代に現在の河南省の一部に置かれた郡である。
新の皇帝王莽が、前漢の汝南郡を汝汾郡と改称したときに分けられてできた。『漢書』地理志には「賞都尉」とあるが、尉の字は後の挿入らしい。分割の詳細は不明だが、新代には旧汝南郡の宜禄県が賞都亭と改称されている。王莽が反乱軍に殺されたとき、賞都大尹（賞都郡の長官）の王欽は、将軍の郭欽とともに新のために京師倉を守っていた。